# USS Arizona (BB-39)
El USS Arizona (BB-39) va ser un cuirassat classe Pennsylvania de la Marina dels Estats Units. Va ser el primer a ser anomenat Arizona. El nom li va ser concedit específicament en honor de l'admissió del 48è estat a la Unió, que havia tingut lloc tot just un any abans que el cuirassat fos autoritzat pel Congrés. Va ser comissionat el 1916 i serví durant la I Guerra Mundial. L'Arizona és principalment conegut pel seu enfonsament, amb la pèrdua de 1.177 vides, durant l'atac japonès a Pearl Harbor el 7 de desembre de 1941, fet que comportà l'entrada dels Estats Units a la Segona Guerra Mundial. El vaixell es considerà perdut, tot i que es realitzaren diverses operacions per retirar-li diversos components que serien reutilitzats en l'esforç de guerra. Les restes del vaixell segueixen descansant allà on s'enfonsà i són la seu del memorial erigit a aquells que van morir aquell dia.
El 4 de març de 1913, el Congrés autoritzà la construcció de l'Arizona, el segon i darrer dels cuirassats "super-dreadnought" classe Pennsylvania. La quilla li va ser posada a Brooklyn Navy Yard el 16 de març de 1914. Va ser botat el 19 de juny de 1915, apadrinat per la Sra. Esther Ross, filla d'un famós pioner d'Arizona. Se li instal·là la maquinària, que incloïa les noves turbines Parson, i va ser comissionat el 17 d'octubre de 1916, a les ordres del capità John D. McDonald.

## I Guerra Mundial
L'Arizona va salpar de Nova York el 16 de novembre de 1916 per realitzar exercicis i proves a Virginia Capes i a Newport, Rhode Island, dirigint-se després cap a la badia de Guantánamo. El 16 de desembre tornà a Norfolk per realitzar proves de les seves bateries de foc i per realitzar exercicis de defensa de torpedes a Tangier Sound. El cuirassat tornà a les drassanes el 24 de desembre de 1916 per sotmetre's a millores. Després de completar aquestes reparacions i modificacions el 3 d'abril de 1917, es dirigí a Norfolk, on s'uní a la 8a Divisió de Cuirassats (BatDiv 8).

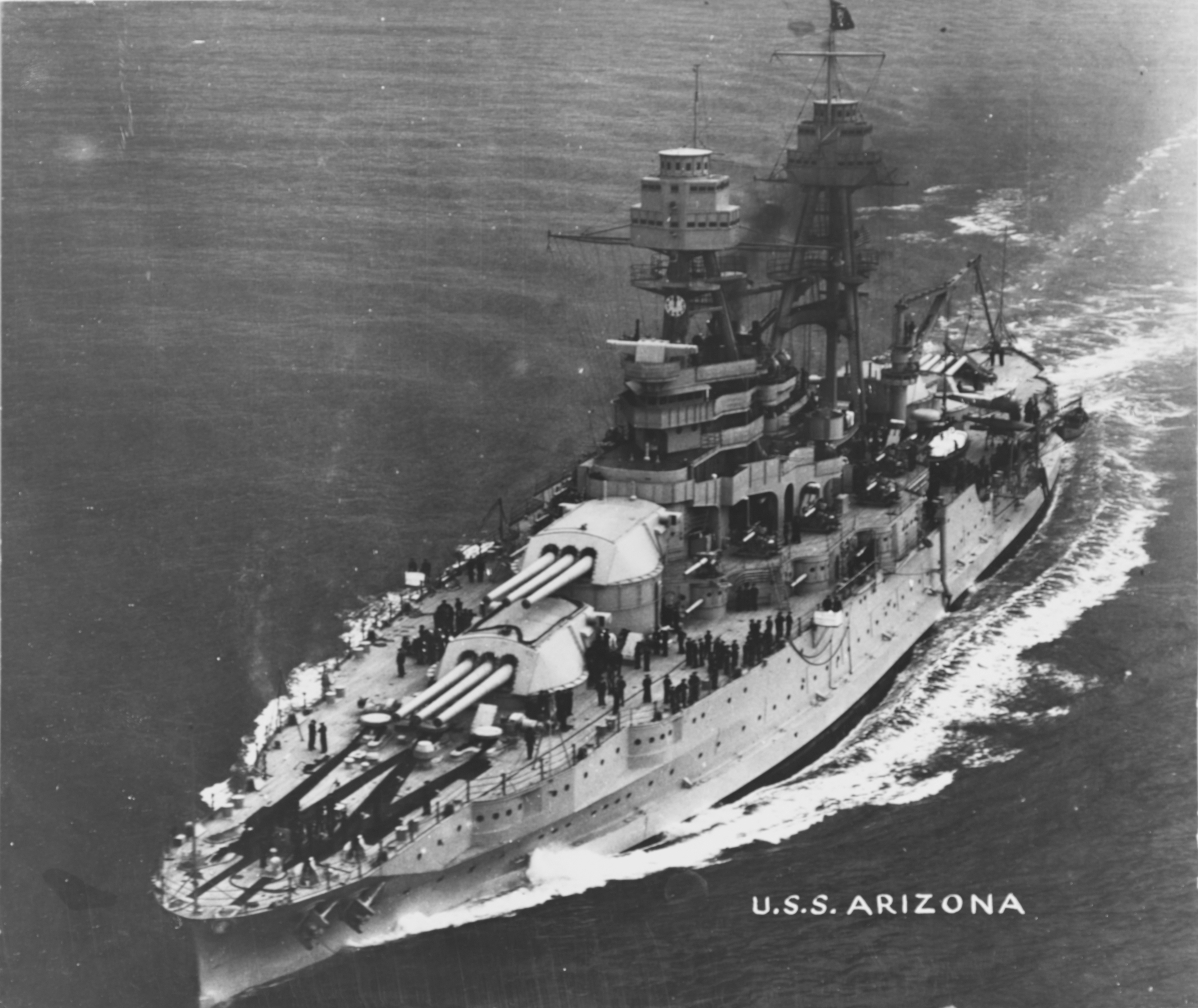
L'Arizona portant a bord al president Herbert Hoover. (març 1931).

Poc després, els Estats Units van abandonar la seva neutralitat i van entrar a la I Guerra Mundial. El nou cuirassat operà a Norfolk durant la guerra, servint com a vaixell d'entrenament artiller i patrullant les aigües de la costa est entre els caps de Virgínia fins a Nova York. No va ser enviat a les aigües europees a causa de la manca de petroli a les illes britàniques.

## Període d'entreguerres
Una setmana després de l'armistici de l'11 de novembre de 1918, l'Arizona salpà de Hampton Roads cap a l'illa de Portland (Anglaterra), on arribà el dia 30, per trobar-se amb el SS George Washington, el vaixell que portava al President Woodrow Wilson a la Conferència de Pau de París. L'Arizona, un dels dreadnoughts americans més nous i potents, serví com a part de l'escorta d'honor del President Wilson fins a Brest el 13 de desembre.
Precursor de l'operació Catifa Màgica de la II Guerra Mundial, l'Arizona embarca 238 veterans, salpant de Brest cap a Nova York el 14 de desembre, arribant al vespre del Dia de Nadal. L'endemà, va passar revista davant el Secretari de la Marina Josephus Daniels, qui s'havia embarcat al Mayflower davant l'Estàtua de la Llibertat, abans d'entrar al port de Nova York en una gran celebració de benvinguda. El 22 de gener de 1919 el cuirassat salpà cap a Hampton Roads, tornant a la seva base de Norfolk l'endemà.
L'Arizona salpà cap a la badia de Guantánamo amb la flota el 4 de febrer, arribant-hi el 8. Després de celebrar diverses pràctiques de combat i maniobres allà, salpà cap a Trinidad el 17 de març, on arribà cinc dies després per a una visita de 3 dies al port. Després tornà a Guantánamo el 29 de març, salpant cap a Hampton Roads el 9 d'abril, on arribà el matí del 12. D'allà salpà cap a Brest, on arribà el 21 d'abril.
El vaixell salpà de Brest el 3 de maig, dirigint-se cap a l'Àsia Menor, arribant al port d'Esmirna vuit dies després per protegir les vides americanes durant l'ocupació grega d'aquell port. El cuirassat serví de refugi per a un grup de ciutadans grecs, mentre que el destacament de Marines del vaixell protegia el consolat americà. Marxà d'Esmirna el 9 de juny dirigint-se a Istanbul, on portà al consol americà, Leland, F. Morris, abans de salpar cap a Nova York el 15 de juny, on arribà el 30 de juny via Gibraltar.

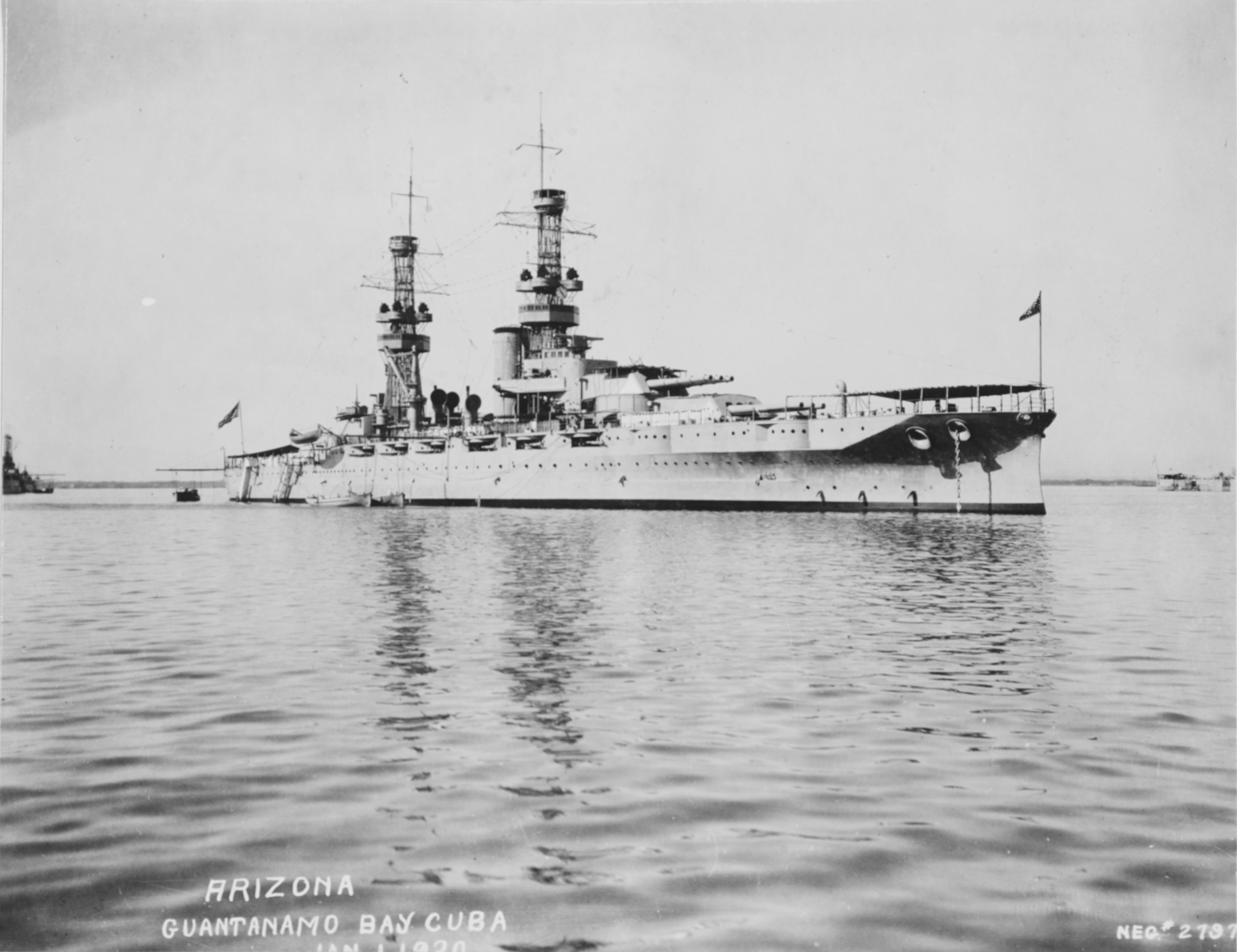
L'Arizona ancorat a la badia de Guantánamo, Cuba, l'1 de gener de 1920.

Arribant a les drassanes de la Marina a Nova York per sotmetre's a reparacions (incloent-hi la retirada de sis dels 22 canons de 5"51. El 6 de gener de 1920 abandonà el port per unir-se a la 7a Divisió per realitzar maniobres durant l'hivern i la primavera al Carib. Opera a la badia de Guantánamo durant aquest període, visitant Bridgetown, Barbados a les Índies Occidentals Britàniques i Colón, Panama a la zona del Canal, abans de tornar a Nova York, on arribà l'1 de maig. Salpà de Nova York el 17 de maig per operar al Southern Drill Grounds, visitant Norfolk i Annapolis, Maryland abans de tornar a Nova York el 25 de juny. Durant els sis mesos següents, el vaixell operà localment als afores de Nova York. Durant aquesta època va rebre el codi alfanumèric BB-39 el 17 de juliol, i el 23 d'agost esdevingué el vaixell insígnia del Comandant de la 7 Divisió de Cuirassats (ComBatDiv 7), el contraalmirall Edward V. Eberle.
Salpant des de Nova York el 4 de gener de 1921, l'Arizona s'uní a la flota mentre que navegava cap a la badia de Guantánamo i el Canal de Panamà. Va arribar a Colón, al costat atlàntic del canal el 19 de gener, travessant-lo per primera vegada aquell mateix dia, arribant a la badia de Panamà el 20. El 22 es dirigí amb la resta de la flota cap a Callao, Perú, on arribaren el 31 per a una visita de sis dies. Mentre que estava allà va rebre la visita del President del Perú. Dirigint-se cap a Balboa el 5 de febrer, l'Arizona arribà al seu destí el 14. Travessà el canal el dia i arribà a Guantánamo el 26. Operà allà fins al 24 d'abril, quan salpà de nou cap a Nova York.
L'Arizona arribà a Nova York el 29 d'abril, on va estar-se fins al 15 de juny. Es dirigí cap a Hampton Roads i, el 21, es dirigí cap a amb observadors de l'Exèrcit i de la Marina per provar les bombes experimentals U-117. Tornant cap a Nova York, on prengué l'estendard del vicealmirall John D. McDonald (qui, com a capità, havia estat el primer comandant de l'Arizona) i l'1 de juliol salpà cap a Panamà i Perú. Arribà a Callao el 22 de juliol com a nau insígnia de la Força de Combat de la Flota de l'Atlàntic per estar present a les celebracions del centenari de la independència peruana. El 27 de juliol, el vicealmirall McDonald va desembarcar per representar els Estats Units en el descobriment d'un monument commemoratiu al general José de San Martín, qui alliberà el Perú dels espanyols un segle abans.

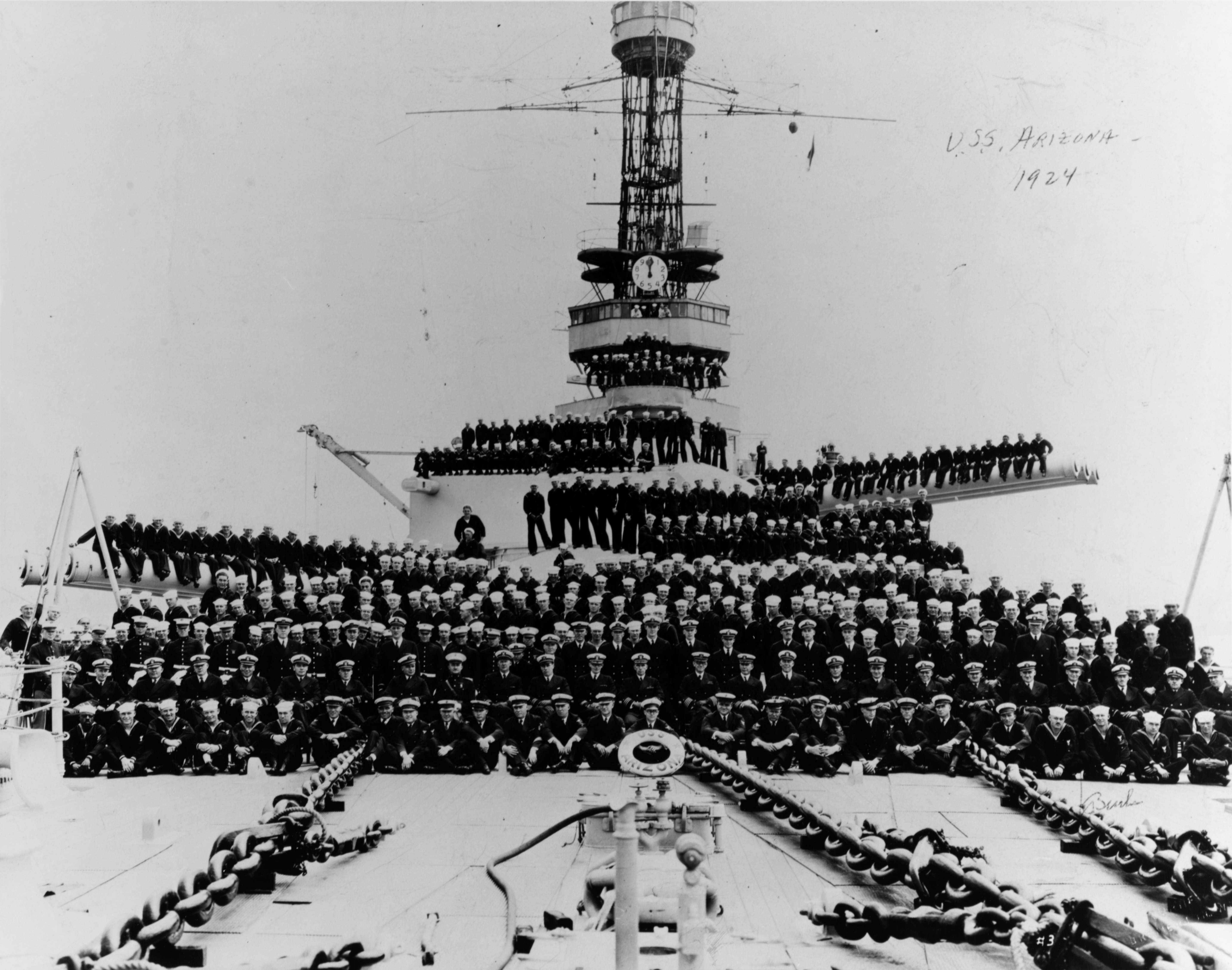
L'Arizona amb la seva tripulació (1924).

Salpant vers la badia de Panamà el 3 d'agost, l'Arizona esdevingué el vaixell insígnia de la 7 BatDiv quan l'almirall McDonald traspassà la seva senyera al USS Wyoming i el contraalmirall Josiah S. McKean issà la seva a bord com a comandant de la divisió el 10 d'agost a Balboa. L'endemà, el cuirassat salpà cap a San Diego, on arribà el 21 d'agost.
Durant els 14 anys següents, l'Arizona serví alternativament com a nau insígnia de les divisions 2, 3 i 4. Amb base a San Pedro, California durant aquest període, l'Arizona operà a les zones del sud de Califòrnia o al Carib durant les concentracions de la flota. Participà en una successió de maniobres de la flota (les maniobres anuals de la flota que serviren com a culminació de l'any d'entrenament), navegant del Carib a les aigües de la costa oest de Centreamèrica i la zona del Canal: i de les Índies Occidentals a les aigües entre Hawaii i la Costa Oest.
Després de la seva participació en les IX Maniobres de la Flota (gener de 1929), l'Arizona travessà el Canal de Panamà per dirigir-se el 7 de febrer a la badia de Guantánamo, on operà durant l'abril. D'allà es dirigí cap a les Drassanes de la Marina a Norfolk, on hi entrà el 4 de maig, per sotmetre's a modernitzacions.
Situat en una comissió reduïda el 15 de juliol, l'Arizona restà a les drassanes durant els següents 20 mesos. Els antics pals van ser substituïts per pals amb trípode, amb vigies de control de foc; els canons de 5"/51 cal (130mm) van ser reduïts a 12 i traslladats un al pont superior; i 8 canons antiaeris 5"/calibre 25 (130 mm) van substituir els de 3"/calibre 50. A més, va rebre blindatge addicional i noves calderes. Finalment, tornà a la comissió complerta l'1 de març de 1931.

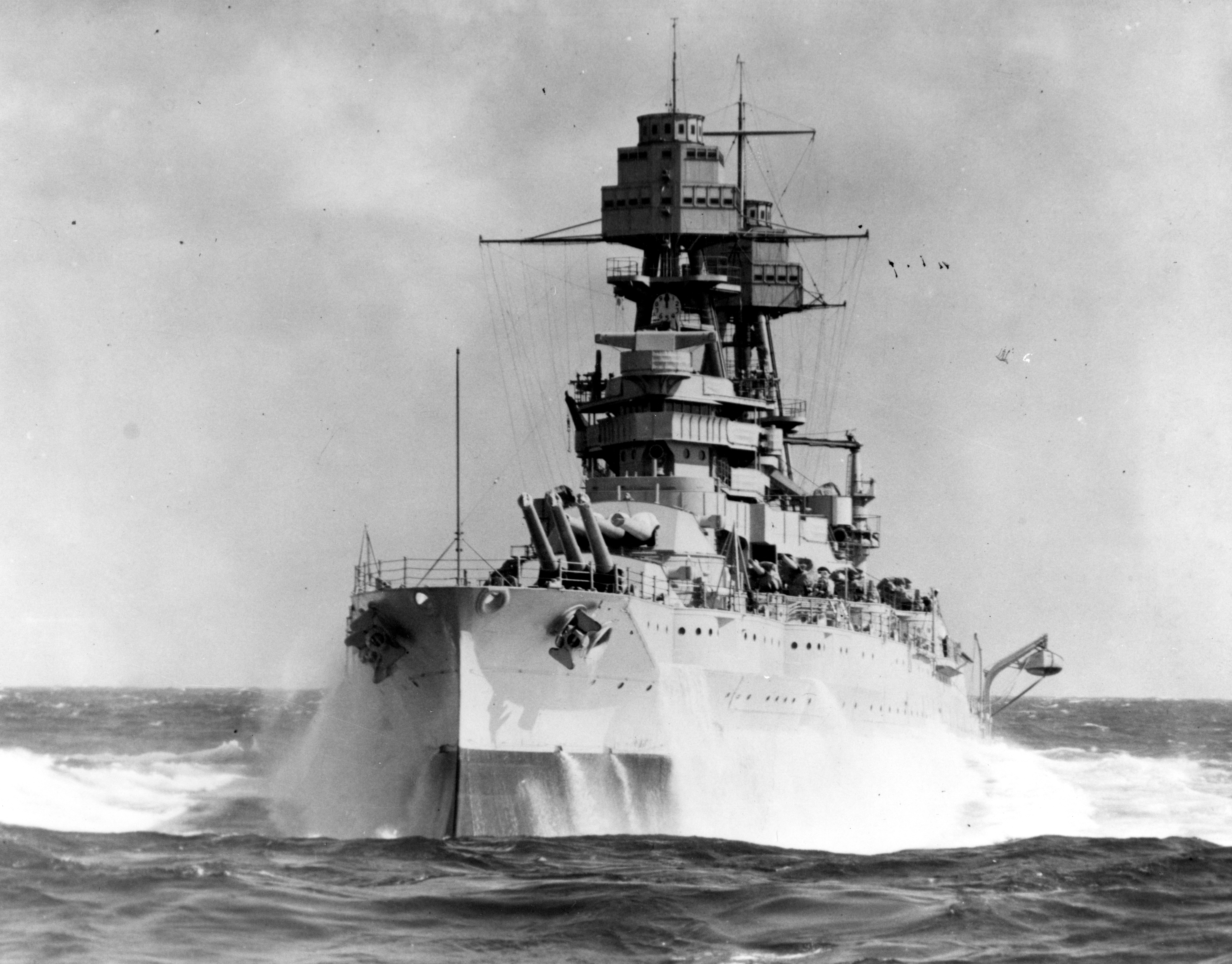
L'Arizona mostrant els seus pals nous, després de la seva modernització de la dècada de 1930.

Dos setmanes després, el 19 de març, el President Herbert Hoover embarcà a l'Arizona per dirigir-se a Puerto Rico i a les illes Verges. En tornar el dia 29, es dirigiren cap a Rockland, Maine per provar les seves modernitzacions. Després d'una visita a Boston, el cuirassat es dirigí a Norfolk, des d'on salvà vers San Pedro l'1 d'agost, destinat a la BatDiv 3.
Durant la dècada de 1930, l'Arizona continuà operant amb la Flota de Batalla i participant en les maniobres de la flota en aigües del Pacífic nord i Alaska, de les Índies Occidentals i de les Antilles menors. El 1935, el vaixell i la seva tripulació serviren per al rodatge de la pel·lícula Here Comes the Navy, de la Warner Brothers, protagonitzada per James Cagney.
El 17 de setembre de 1938, l'Arizona esdevingué el vaixell insígnia de la BatDiv 1, quan el contraalmirall Chester Nimitz hissà a bord la seva bandera. Destacat el 27 de maig de 1939 per ser nomenat Cap del Bureau de Navegació, Nimitz va ser rellevat aquell dia pel contraalmirall Russell Willson.
Les darreres maniobres del l'Arizona van ser les XXI. Al concloure, la Flota dels Estats Units va quedar-se a aigües hawaianes, amb base a Pearl Harbor. Operà allà fins a finals de l'estiu, quan tornà a Long Beach, California el 30 de setembre de 1940. les bateries antiaèries van ser augmentades a 12 canons de 5"/calibre 25. El darrer canvi de comandament va tenir lloc el 23 de gener de 1941, quan el contraalmirall Willson va ser rellevat com a Comandant de la BatDiv 1 pel contraalmirall Isaac C. Kidd.
Programat per rebre disponibilitat de licitació, l'Arizona va fer posar-se al costat el Vestal el dissabte 6 de desembre. Ambdós vaixells estaven ancorats un al costat de l'altre el matí de 7 de desembre; i entre els homes que hi havia a bord de l'Arizona estaven el contraalmirall Kidd i el capità del cuirassat, capità Franklin van Valkenburgh.

## El 7 de desembre de 1941

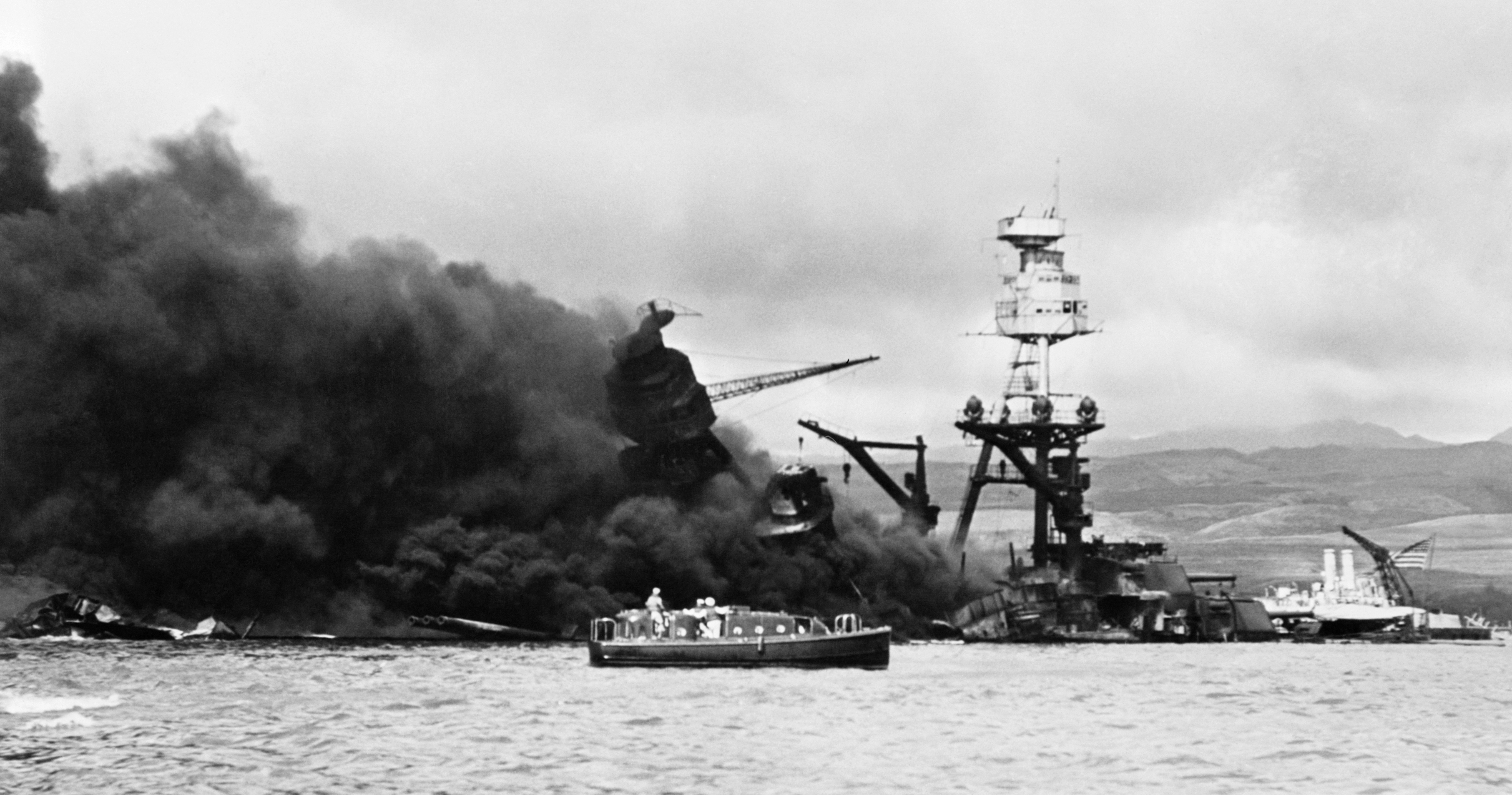
L'Arizona cremant després de l'atac japonès.

Poc abans de les 8 del matí, avions japonesos provinents de 6 portaavions van atacar la Flota del Pacífic mentre que estava ancorada al port de Pearl Harbor i, en dues onades atacants, van sembrar la destrucció de la línia de batalla i de les instal·lacions militars que defensaven la base.
A bord de l'Arizona, l'alarma d'atac aeri sonà cap a les 07:55, i el vaixell es dirigí poc després cap al quarter general. Poc després de les 08:00, una bomba llançada a gran alçada pel torpediner Nakajima B5N "Kate", que provenia del portaavions Kaga va impactar al costat de la torreta 4 i va rebotar a la coberta inferior, iniciant un petit incendi que causà danys menors.
A les 08:06, una bomba d'un "Kate" del Hiryū va caure entre les torretes 1 i 2. La subseqüent explosió, que destruí la proa de l'Arizona, va ser causada a la detonació del magatzem de munició, situada en una secció blindada sota el pont. Molts experts semblen estar d'acord que la bomba no podria haver penetrat el blindatge. En canvi, sembla àmpliament acceptat que el magatzem de pólvora negre (usat per a les catapultes dels avions) detonà primer, incendiant el magatzem de pólvora sense fum (usada per l'armament principal del vaixell). Un informe BUSHIP de 1944 suggereix que el magatzem de pólvora negre havia quedat obert, i que potser tenia a prop materials inflamables. Però malgrat tot, sembla difícil que es pugui donar una resposta definitiva a aquesta qüestió. El crèdit de l'impacte s'ha concedit al sots-oficial Noburu Kanai, que era un dels asos bombarders japonesos; el seu pilot era Tadashi Kusumi. L'explosió va destruir la part davantera del vaixell, fet que provocà incendis ferotges que van cremar durant dos dies. Irònicament, l'ona expansiva d'aquesta explosió va apagar incendis al vaixell de reparacions Vestal, que estava amarrat al costat.

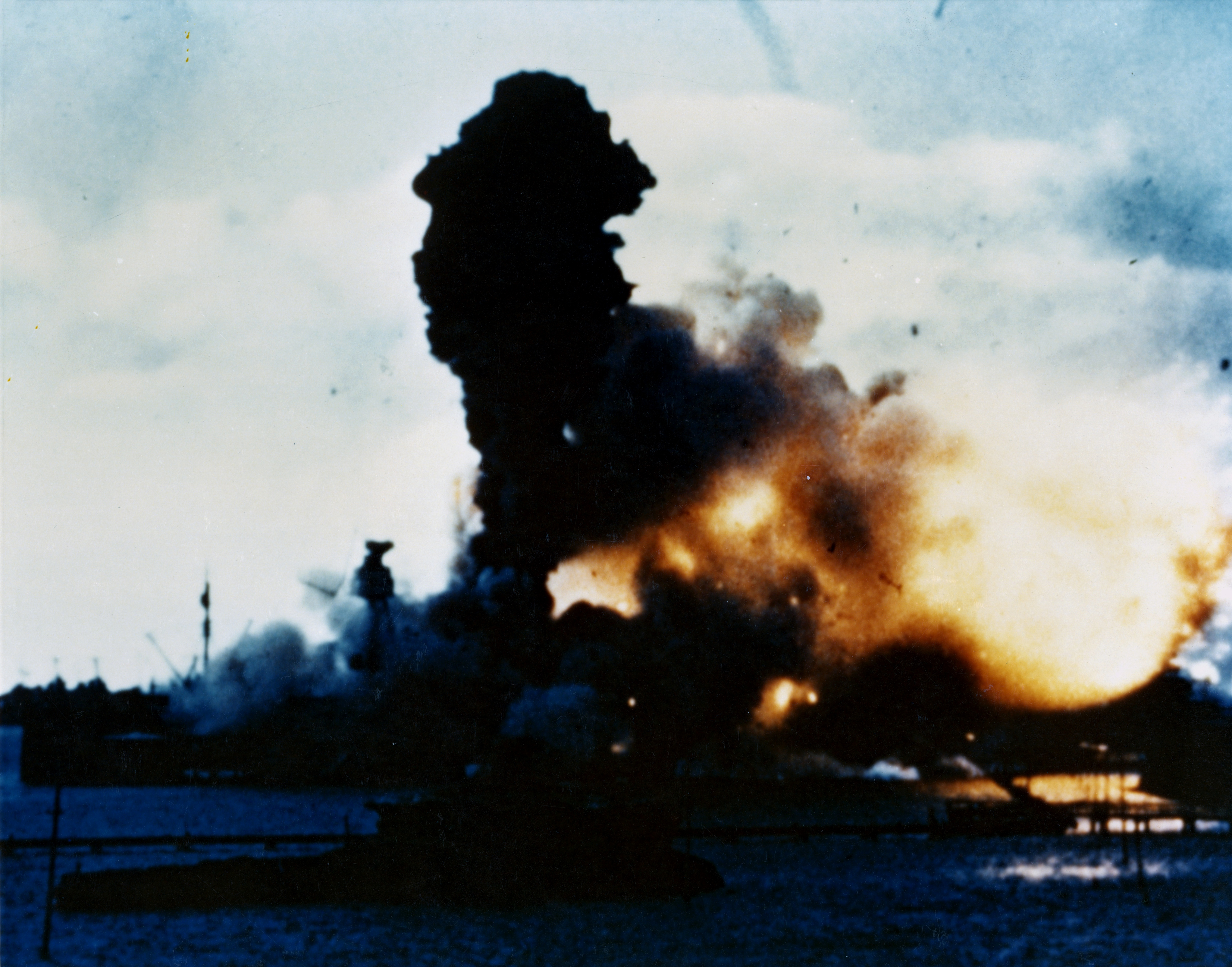
Els magatzems de proa de l'Arizona esclaten en l'única fotografia en color coneguda de l'atac.

Les accions d'heroisme per part dels oficials i mariners de l'Arizona van ser habituals, encapçalades per les del Tinent Comandant Samuel G. Fuqua, l'oficial del control de danys del vaixell, la sang freda del qual davant la temptativa d'apagar els incendis i de treure supervivents del vaixell el van fer mereixedor de la Medalla d'Honor.

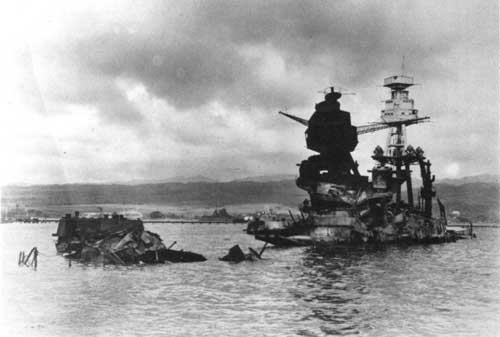
L'Arizona, després de l'atac.

De manera pòstuma, també van rebre la Medalla d'Honor el Contraalmirall Isaac C. Kidd, el primer oficial de bandera mort a la guerra del Pacífic, i pel capità Franklin Van Valkenburgh, que estava al pont intentant defensar el seu vaixell quan la bomba que va caure sobre els magatzems va destruir el pont.
L'explosió que destruí l'Arizona va provocar la pèrdua de 1.177 vides dels 1.400 tripulants que hi havia a bord en aquells moments; més de la meitat de les baixes que va patir tota la flota en l'atac.
Situat a la reserva a Pearl Harbor el 29 de desembre, l'Arizona va ser retirat del Registre Naval l'1 de desembre de 1942. Les seves restes van ser tallades per tal que ben poca cosa de la superestructura sobresortís de l'aigua; les seves torretes de bateries de popa i els canons de la torreta 2 van ser retirats per ser emplaçats com a canons de defensa costanera, mentre que les torretes de proa segueixen a lloc (els canons de la torreta 1 van ser localitzats el 1983). Les torretes de popa 3 i 4 van ser situades a la costa d'Oahu; els canons de la torreta 2 van ser instal·lats al USS Nevada a la tardor de 1944, disparant-los contra les illes japoneses d'Okinawa i Iwo Jima.
És una creença comuna, encara que incorrecta, que l'Arizona segueix perpètuament al servei actiu, com succeeix amb el USS Constitution.

## Memorial i Honors

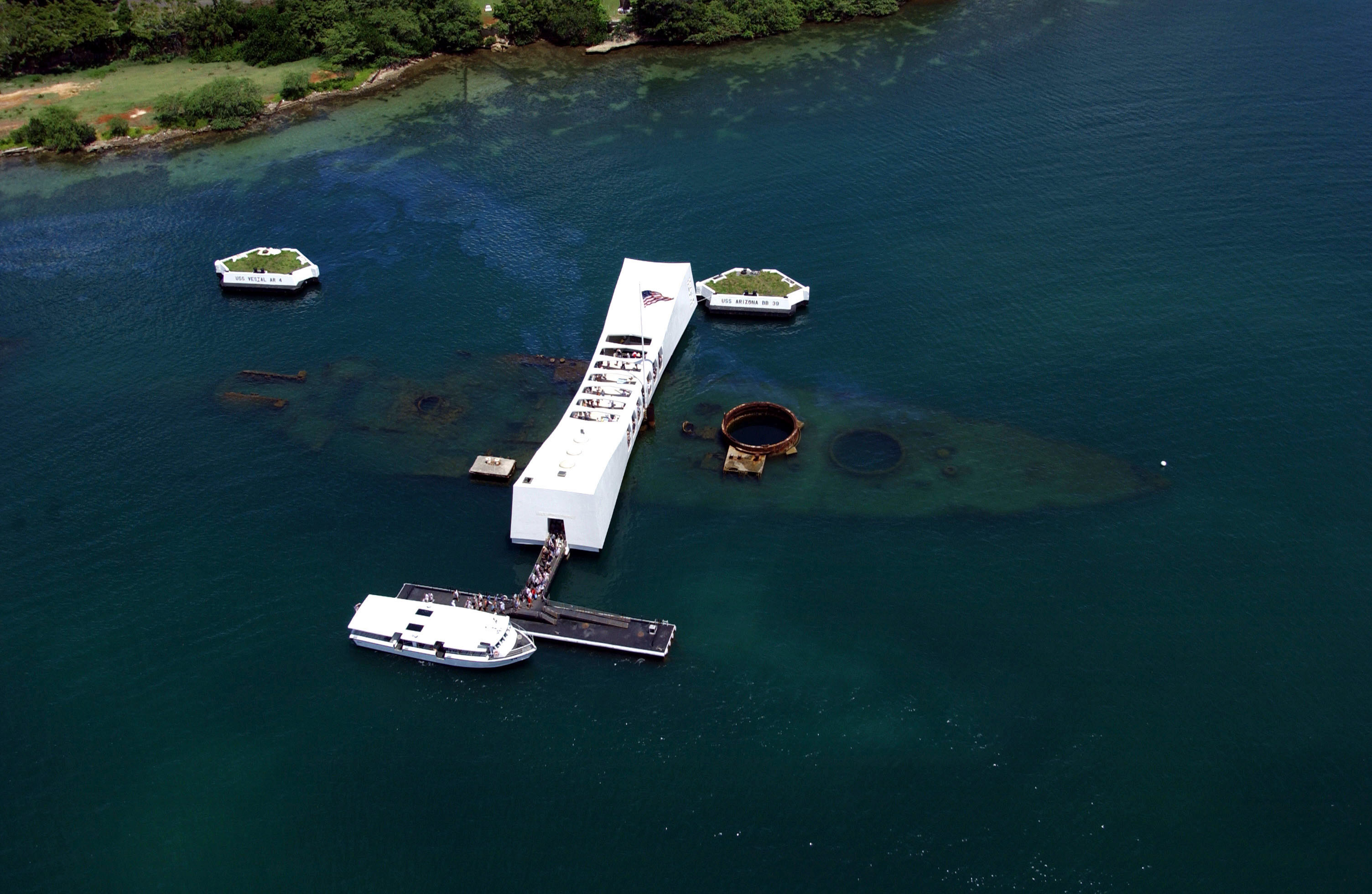
Vista aèria del Memorial de l'Arizona, amb el buc ben visible sota l'aigua.

Les restes de l'Arizona segueixen a Pearl Harbor, com a memorial dels homes de la seva tripulació que van morir aquell matí de desembre de 1941. El 7 de març de 1950, l'Almirall Arthur W. Radford, comandant en cap de la Flota del Pacífic, instituí l'hissat de la bandera sobre les seves restes. Durant els mandats dels Presidents Dwight D. Eisenhower i John F. Kennedy es designaren les restes com a Cementiri Nacional. El memorial es construí sobre les restes enfonsades del vaixell, incloent-hi una cambra on apareixen els noms dels mariners perduts en gravats en una paret de marbre blanc. Si bé la superestructura i dues de les quatre torretes principals van ser retirades, la barbeta d'una de les torres segueix visible sobre l'aigua. A la capella se celebren serveis en memòria dels perduts.
El 2009, 68 anys després de l'explosió, segueix sortint petroli de l'Arizona, aproximadament 1 litre de petroli diari. Els supervivents de la tripulació diuen que el petroli seguirà manant fins que mori el darrer dels supervivents. Diversos dels supervivents han fet que les seves cendres reposin al vaixell, al costat dels seus companys. La Navy, conjuntament amb el Servei de Parcs Nacionals ha realitzat un mapa computeritzat del buc, per honorar-lo com a tomba de guerra. A més, la Marina està considerant usar mitjans no intrusius per aturar la sortida continua de petroli per evitar la futura degradació del port.

## Premis i honors
L'Arizona va rebre una Estrella de Batalla pel seu servei a la Segona Guerra Mundial. El memorial nacional va ser inclòs al Registre Nacional de Llocs Històrics el 15 d'octubre de 1966; i el 5 de maig de 1989 va ser designat com a Lloc Històric.
Una de les campanes originals del l'Arizona penja al campanar del Centre Memorial dels Estudiants de la Universitat d'Arizona. Un pal i l'àncora estan al Wesley Bolin Memorial Plaza, al costat del capitoli estatal d'Arizona a Phoenix. Al Museu del Capitoli també hi ha altres parts del vaixell.